# Asterix: Sídliště bohů
Asterix: Sídliště bohů (v originále Astérix: Le Domaine des dieux) je francouzská animovaná komedie z roku 2014, natočená podle stejnojmenného komiksu z roku 1971, kterou režírovali Alexandre Astier a Louis Clichy. Jedná se o první snímek z řady filmů o Asterixovi a Obelixovi, který je natočen ve 3D.

## Děj
Nacházíme se v době kolem roku 50 před Kristem. Římané v čele s Juliem Caesarem obléhají celou Galii. Jen jedna malá galská vesnička stále odolává. Díky svému druidovi a jeho kouzelnému nápoji, který jim mnohonásobně zvyšuje jejich sílu, udržují každého římského legionáře na obavách, že se s nimi bude muset střetnout. Caesar, obklopen svými senátory, kuje plány na to, jak tuto galskou vesnici porazit. Správně usoudí, že dobývat vesnici vojenskou silou je zbytečné, protože se Galové vždy ubrání a ještě mu uštědří pořádný debakl. Zde se ukáže Caesar jako výtečný stratég a přijde s netradičním nápadem, který by mohl mít konečně úspěch. V blízkosti Asterixovy vesnice nechá vystavět velkoměstské sídliště, které nazve Sídliště bohů. Výstavba toho sídliště zpočátku nejde tak, jak si Římané, a hlavně architekt Anglaigus s Caesarem, představovali. Jelikož je stavební plocha na území hlubokého lesa, musí se stromy pokácet. To se Galům ale nelíbí a díky dalšímu ze skvělých nápadů jejich druida si ze Římanů znovu vystřelí, protože kouzelná semínka, kterými je zásobuje jejich druid, dokážou ihned po zasazení vyrůst do takových rozměrů, jako by tam stály už 100 let. S dobrou myšlenkou ku pomoci otrokům, kteří každý den odnášejí obrovské kmeny stromů, se druid rozhodne, dát jim trochu kouzelného nápoje na to, aby od Římanů utekli. Nepočítají ale s tím, že vůdce otroků je hlava mazaná a domluví se s vůdcem legionářů na tom, že s kouzelným nápojem vystavějí Sídliště bohů, ale poté dostanou svobodu a ubytování, s čímž Centurion souhlasí. Tak je tedy Sídliště bohů dostavěno. Galové, kteří se do této chvíle zabývali jen každodenními záležitostmi, jakou je například bitka o zkaženou rybu, si uvědomí, že zde něco nehraje, a ihned se pokusí Sídliště zničit, jenže už je pozdě. Do domů se stěhují civilisté z Říma a jsou všude okolo nich. Jelikož proti civilistům nemohou jít silou, pokusí se je Asterix s Obelixem a jejich druidem vyhnat jinými způsoby. Jako první vyzkouší druid seslat vydatný déšť, který ale, jak se ukáže, Římanům vůbec nevadí a pokládají ho za dobré osvěžení. Poté v noci začnou tlouct do skály a dělat co největší hluk, ale na ten jsou Římané zvyklí z Říma, takže Asterix nepochodí ani napodruhé. Do třetice se pokusí otrávit Římanům pobyt tím, že jim pod okna navozí zapáchající ryby, ale ani to není nic, proti tomu jak zapáchaly kanály v Římě. Mezitím se galská vesnice stane pro Římany nákupní zónou a vesničané si pomalu začnou zvykat na to, že zde Římané žijí a platí jim mnohonásobně víc za vše, co nakoupí, a tak se jim začnou podmaňovat. Caesarův plán tak funguje více než na sto procent a Galové se pomalu začínají stávat Římany. Poté, co se na Sídliště bohů odstěhuje Asterix kvůli tomu, jak se lidé ve vesnici chovají, dojde do vesnice zpráva od Caesara, že se každý Gal může na sídliště nastěhovat, a to zdarma, z čehož jsou všichni vesničané u vytržení a hromadně se začínají stěhovat. Všichni si začnou užívat římského života a úplně zapomenou na svou vesnici, která je úplně vylidněná, jen Asterix se svými nejvěrnějšími kamarády se do ní znovu vrátil a nemohouce uvěřit tomu, co se s jejich vesnicí stalo, jsou úplně vyčerpáni. Když Caesar zjistí, že jde všechno tak, jak naplánoval, nařídí, aby galská vesnice byla srovnána se zemí a namísto ní zde byla postavena aréna. Právě když se začne s demolicí, všimnou si toho Galové a začnou svou vesnici bránit. Jenže před tím než útok začal, Římané prozíravě chytili druida a také vyhladovělého Obelixe, kterému kvůli rozsáhlým stavbám utekli z lesa všichni divočáci. Už se zdá všechno ztraceno, ale Asterixovi se podaří osvobodit Panoramixe, který rychle uvaří kouzelný nápoj. Když na Sídliště bohů dorazí Caesar, jsou všichni vesničané zahnáni do rohu a obklíčeni římskými vojáky. Vše zachrání Obelix, ke kterému se se štěstím dostalo jídlo z chystané oslavy Caesarova příjezdu. Vezme připravený kouzelný nápoj od druida a rozlije ho všem vesničanům do úst. Od té chvíle se situace obrátí, Galové zaženou římské vojáky, vyhostí veškeré civilisty a nadobro zničí Sídliště bohů. Vesnice je tedy opět zachráněna a všichni se vracejí do svých starých, ale dobrých životů.

## Obsazení
| Roger Carel       | Asterix            |
| Guillaume Briat   | Obelix             |
| Alain Chabat      | Senátor Prospectus |
| Laurent Lafitte   | Duplicatha         |
| Géraldine Nakache | Dulcia             |
| Alexandre Astier  | Oursenplus         |
| Elie Semoun       | Cubitus            |
| Lorànt Deutsch    | Anglaigus          |
| Florence Foresti  | Bonemine           |
| François Morel    | Ordralfabetix      |
| Barnard Alane     | Panoramix          |